# Matas Buzelis
Matas Arvidas Buzelis (Chicago, Illinois; 13 de octubre de 2004) es un baloncestista con doble nacionalidad, estadounidense y lituana, que pertenece a la plantilla de los Chicago Bulls de la NBA. Con 2,08 metros de estatura, juega en la posición de ala-pívot.

## Trayectoria deportiva

### Primeros años
Buzelis creció en Chicago, Illinois. Sus padres jugaron baloncesto profesionalmente en Lituania antes de emigrar a los Estados Unidos y establecerse en el área de Chicago. En su infancia Buzelis asistió a la escuela de gimnasia con su hermano y su hermana, posteriormente en la misma escuela asistió a natación y obtuvo los mejores resultados entre nadadores de braza menores de 10 y menores de 12 años en el estado de Illinois.
Buzelis inicialmente asistió al Hinsdale Central High School y jugó en su equipo de segundo año cuando era todavía estudiante de primer año. Fue transferido a la Brewster Academy, un internado en Wolfeboro, New Hampshire a mediados del inicio del primer semestre de su segundo año después de que la temporada de baloncesto de Hinsdale Central fuera pospuesta debido a preocupaciones relacionadas con la pandemia de COVID-19. En su tercer año, Buzelis fue nombrado Jugador Gatorade del Año de New Hampshire después de promediar 11,4 puntos, 5,9 rebotes, 2,1 asistencias, 1,3 tapones y 1,2 robos por partido. También fue seleccionado para jugar con el Team World en el Nike Hoop Summit de 2022.
Fue transferido a la Sunrise Christian Academy en Bel Aire, Kansas, antes del comienzo de su temporada senior. Durante su último año promedió 15,7 puntos y 5,6 rebotes por partido. Fue seleccionado para jugar en el McDonald's All-American Game de 2023. También participó en el torneo de Baloncesto Sin Fronteras durante el All-Star Weekend de la NBA 2023 y fue nombrado MVP del mismo.

### Profesional
Tras acabar su ciclo de secundaria, consideró la opción de jugar baloncesto universitario en  Kentucky, North Carolina, Florida State y Wake Forest, pero finalmente eligió jugar de forma profesional en el NBA G League Ignite de la G League. Jugó una temporada en la que promedió 14,3 puntos, 6,9 rebotes y 2,0 asistencias por partido.
Fue elegido en la undécima posición del Draft de la NBA de 2024  por los Chicago Bulls, con quienes firmó contrato de novato el 2 de julio.

## Estadísticas de su carrera en la NBA

### Temporada regular
| Año     | Equipo  | PJ | PT | MPP  | %TC  | %3P  | %TL  | RPP | APP | ROB | TPP | PPP |
| ------- | ------- | -- | -- | ---- | ---- | ---- | ---- | --- | --- | --- | --- | --- |
| 2024-25 | Chicago | 80 | 31 | 18.9 | .454 | .361 | .815 | 3.5 | 1.0 | .4  | .9  | 8.6 |
| Total   | Total   | 80 | 31 | 18.9 | .454 | .361 | .815 | 3.5 | 1.0 | .4  | .9  | 8.6 |

## Vida personal
Uno de los abuelos de Buzelis, Arvydas Jankauskas, fue jugador y entrenador de baloncesto, mientras que su otro abuelo, Petras Buzelis, también es un exjugador de baloncesto que debutó en Žalgiris Kaunas a los 19 años. Más tarde se convirtió en capitán del equipo y ganó seis títulos de la liga lituana y tres medallas de bronce de la Liga de baloncesto de la Unión Soviética. Una de las abuelas de Buzeli, Elena Buzelienė, es una de las mejores jugadoras lituanas de balonmano de todos los tiempos y ganó dos Copas de Europa.
La madre de Buzelis, Kristina Jankauskaitė, jugó para las selecciones juveniles de baloncesto de Lituania y fue una de las jugadoras de baloncesto más prometedoras de su generación. El padre de Buzelis, Aidas Buzelis, fue también jugador de baloncesto que jugó para varios clubes de la liga de Lituania y también trabajó como masajista en la selección nacional masculina de su país.